# Наварро, Мигель (футболист)
Мигель Анхель Наварро Сарате (исп. Miguel Ángel Navarro Zárate; род. 26 февраля 1999, Маракайбо, Венесуэла) — венесуэльский футболист, защитник клуба «Тальерес» и сборной Венесуэлы.

## Клубная карьера
Наварро начал профессиональную карьеру в клубе «Депортиво Сулия». 16 апреля 2017 года в матче против «Арагуа» он дебютировал в венесуэльской Примере.
В начале 2018 года Наварро перешёл в «Депортиво Ла Гуайра». 30 марта в матче против «Монагас» он дебютировал за новую команду. 22 апреля 2019 года в поединке против «Академии Пуэрто Кабельо» Мигель забил свой первый гол за «Депортиво Ла Гуайра».
27 января 2020 года Наварро перешёл в клуб MLS «Чикаго Файр», подписав контракт до конца сезона 2022 с опциями продления на сезоны 2023 и 2024. В высшей лиге США он дебютировал 7 марта в матче против «Нью-Инглэнд Революшн», выйдя на замену на 81-й минуте вместо Джонатана Борнстейна. В марте 2021 года Наварро получил грин-карту и в MLS перестал считаться иностранным игроком. 6 декабря 2021 года Наварро подписал с «Чикаго Файр» новый трёхлетний контракт до конца сезона 2024 с опцией продления на сезон 2025.
12 декабря 2023 года «Чикаго Файр» обменял Наварро и $450 тыс. в общих распределительных средствах в «Колорадо Рэпидз» на Эндрю Гутмана.
В январе 2024 года Наварро отправился в аренду в клуб чемпионата Аргентины «Тальерес» на сезон 2024 с опцией выкупа. 18 декабря 2024 года «Тальерес» активировал опцию выкупа Наварро у «Колорадо Рэпидз» после окончания срока аренды.

## Международная карьера
В составе сборной Венесуэлы до 20 лет Наварро принял участие в молодёжном чемпионате Южной Америки 2019.
В составе сборной Венесуэлы до 23 лет Наварро принял участие в Предолимпийском турнире КОНМЕБОЛ 2020.
За старшую сборную Венесуэлы Наварро дебютировал 25 марта 2022 года в матче квалификации чемпионата мира 2022 против сборной Аргентины.
Наварро был включён в состав сборной Венесуэлы на Кубок Америки 2024.